# Лященко Костянтин Дмитрович
Лященко Костянтин Дмитрович (нар. 3 листопада 1950 року, Нікополь, Дніпропетровської обл.) — народний депутат України.

## Біографія
Освіта: Харківський інститут радіоелектроніки (1973), інженер-конструктор-технолог електронно-обчислювальної апаратури.
У липні 2002 року — кандидат у народні депутати України, виборчий округ № 35, Дніпроп. обл., самовисування. За - "16,23 %", 2 місце з 12 претендентів. На час виборів: тимчасово не працює, позапартійний.
04.2002 року — кандидат у народні депутати України, виборчий округ № 35, Дніпропетровська область, самовисування. За - 15,07 %, 3 з 16 прет. На час виборів: помічник-консультант народного депутата України, б/п. Вибори визнані недійсними.
03.1998 року — кандидат у народні депутати України, виборчий округ № 35, Дніпропетровська область З'яв. За - 24,4 %, 2 місце з 20 претендентів. На час виборів: народний депутат України.
Народний депутат України з 04.1994 (2-й тур) до 04.1998 роки, Нікопольський виборчий округ № 94, Дніпропетровська область. Член Комітету з питань ядерної політики та ядерної безпеки. Член депутатської групи «Єдність» (до цього — член фракції «Соціально-ринковий вибір»). На час виборів: кооператив «Канал-5».
- 04.1974-08.1976 роки — інженер Південно-трубного заводу, місто Нікополь.
- 08.1976-11.1984 роки — електромонтер Нікопольського міськвідділу позавідомчої охорони.
- 11.1984-05.1988 роки — тренер-селекціонер Нікопольського спортклубу «Колос».
- 05.1988-04.1994 роки — голова Нікопольського телевізійного кооперативу «Канал-5».
- 04.1994-07.1995 роки — голова підкомісії з ядерної безпеки та ядерного паливного циклу Комісії з питань ядерної політики та ядерної безпеки ВР України.
- 1994-01.1997 роки — голова Нікопольської міської ради народних депутатів.

Засновник газети «Никопольские известия», виконавчий директор кооперативу «Канал-5».
Довірена особа кандидата на пост Президента України Олександра Мороза (1999).
Довірена особа кандидата на пост Президента України Віктора Ющенка в ТВО № 35 (2004—2005).

## Джерело
- Лященко[недоступне посилання з липня 2019]